# Varnums distrikt
Varnums distrikt är ett distrikt i Ulricehamns kommun och Västra Götalands län. 
Distriktet ligger väster om Ulricehamn.

## Tidigare administrativ tillhörighet
Distriktet inrättades 2016 och utgörs av socknen Varnum i Ulricehamns kommun. 
Området motsvarar den omfattning Varnums församling hade vid årsskiftet 1999/2000.